# Göletstjålte

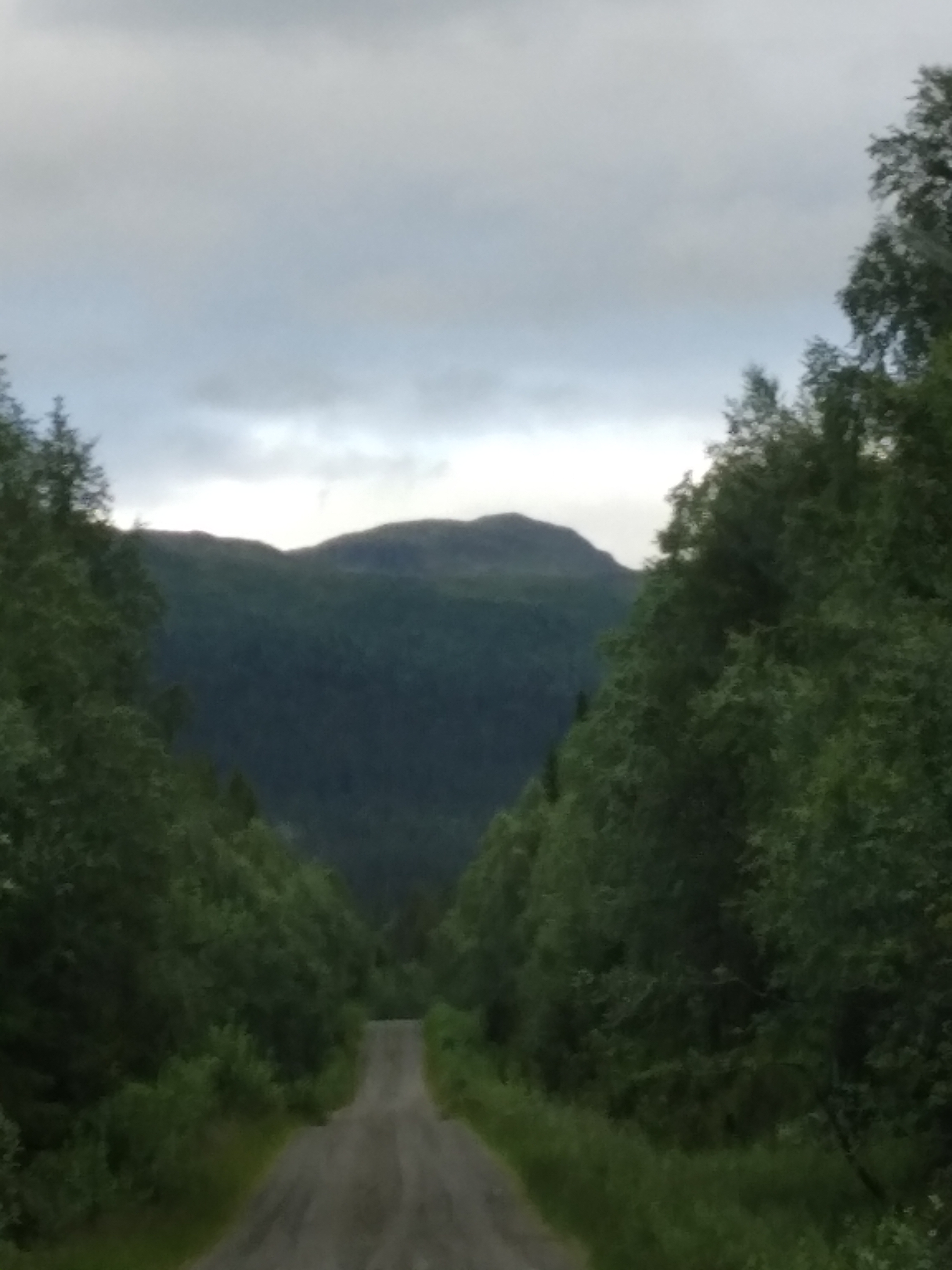
Göletstjålte sedd från skogsvägen till Väktarmon

Göletstjålte (Göölehtstjåalhte) är ett fjäll i Strömsunds kommun, Jämtlands län. Fjället har en höjd på 998 m.ö.h. och ligger sydost om Åarjel Guevtele, nordväst om Gulliken och väster om Göletsjaure (Göölehtsjaevrie). Alldeles söder om fjället ligger en gammal glimmergruva, Väktarmons glimmergruva, som användes till att få fram glimmer i samband med den svenska elindustrin (en annan glimmergruva i närheten är Rödfjällets glimmergruva).